# Mönhhajrhancultuur
De Mönhhajrhancultuur (Engels: Munkhkhairkhan culture) was een archeologische cultuur van de midden-bronstijd in Zuid-Siberië en West-Mongolië, genoemd naar de berg Mönhhajrhan Uul in West-Mongolië, en daterend uit 1800-1600 v.Chr. Ze volgt onmiddellijk op de Afanasjevocultuur en de Xemirxekcultuur. Het was een tijdgenoot van de Andronovocultuur, maar het bestaan ervan suggereert dat de Andronovocultuur zich niet ver in Mongolië uitstrekte. 
Enkele van de bekendste locaties van de Mönhhajrhancultuur zijn Ulaan Goviin Uzuur 1&2 en Huh Hosjuunii Boom. 
Het gebruik van paarden om karren voort te bewegen was een van de kenmerken van de Mönhhajrhancultuur. 
De Mönhhajrhancultuur had messen van tinbrons, van een type waarvan men denkt dat het vóór 1900 v.Chr. in West-Siberië is ontwikkeld als onderdeel van het Sejma-Toerbino-fenomeen. Deze messentechnologie werd waarschijnlijk via Mönhhajrhan overgebracht naar verschillende Chinese culturen, zoals de Qijia, Erlitou of Vroege Xiajiadiancultuur, waar zeer vergelijkbare messen zijn gevonden.

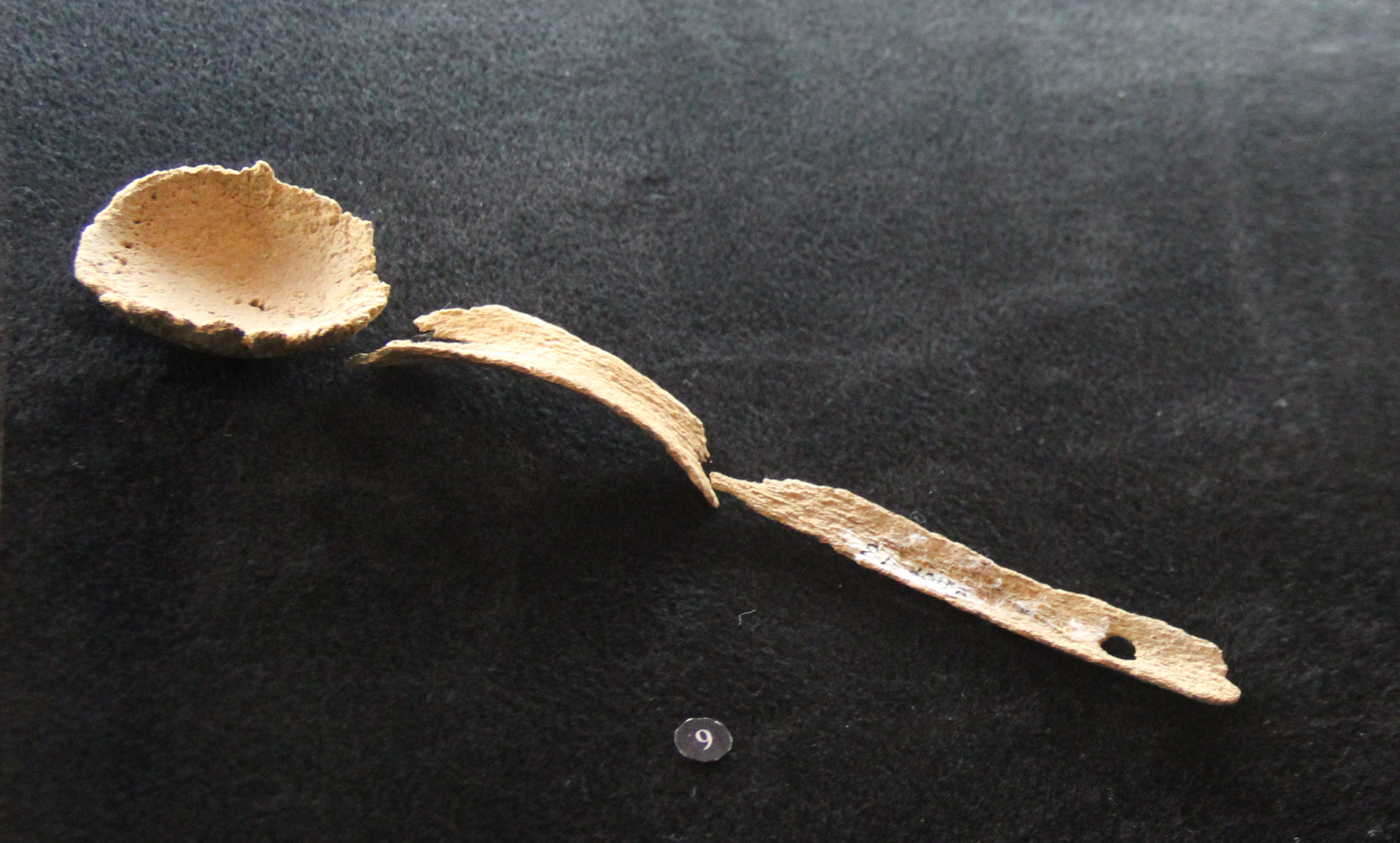
benen lepel, Ulaan Goviin